# 왕하오양
왕하오양(중국어: 王昊洋, 1989년 12월 24일~)은 중국의 바둑 기사이다. 2001년 프로가 되었다.

## 경력
- 2005년 초상은행배 8강, 갑조리그 북경해전팀 소속, 4단 승단
- 2008년 5단 승단
- 2009년 14회 LG배 세계기왕전 본선
- 2011년 제3회 용성전 준우승(대 리저 0:2)